# Synagoge van Zülz

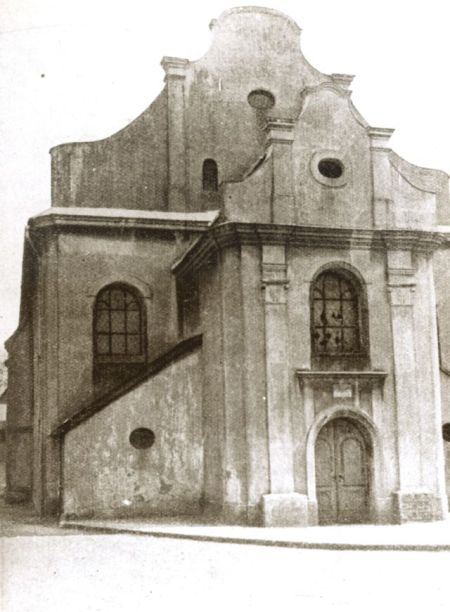
Synagoge in Zülz, nu Biała

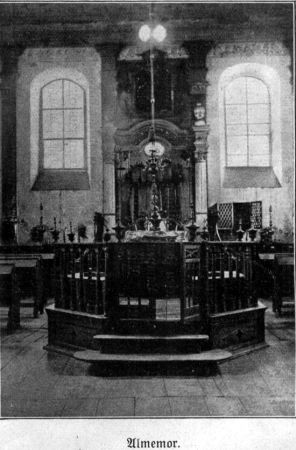
Binnenzicht met Toraschrijn

De Synagoge van Zülz, nu het stadje Biała in Polen, werd in 1774 gebouwd en in 1939 afgebroken.

## Geschiedenis
Sedert de 15e eeuw hadden zich veel joden in het stadje gevestigd. In tegenstelling tot andere steden in Silezië werden zij aan het einde van de 16e eeuw niet verdreven. Tussen 1780 en 1820 waren ongeveer 50 % van de inwoners van Sülz joods.
De synagoge in barokstijl stond niet in het centrum van de stad. Zij bood plaats aan 300 mannen en 100 vrouwen. In 1914 was de joodse gemeenschap uitgeweken en stond het gebouw leeg. In 1939 werd het verkocht en nadien afgebroken.